# Aprilia, Italija
Aprilia je mesto v pokrajini Latina, ki se nahaja v italijanski deželi Lacij.
Ima 70.000 prebivalcev.